# تفسير روشن
تفسير روشن (بالفارسية : تفسیر روشن، ويعني الشرح الواضح) هو تفسير للقرآن الكريم كتبه ميرزا حسن مصطفوي باللغة الفارسية في ستة عشر مجلدًا خلال القرن العشرين. وقد استخدم المفسر في كتابه المنهج المعجمي، وأكد على أن ألفاظ القرآن مجازية. الكتاب يستهدف الناس العاديين من خلفيات مختلفة.